# Гришаков, Андрей Андреевич
Андрей Андреевич Гришаков (род. 17 мая 1999, Челябинск) — российский хоккеист, нападающий.

## Биография
Воспитанник челябинского хоккея («Белые медведи», «Трактор»). В 2016 году уехал в Северную Америку, где играл за канадские клубы WHL «Калгари Хитмен» (2016/17 — 2017/18) и «Виктория Ройалс» (2017/18). Сезон 2018/19 провёл в команде МХЛ «Ладья» Тольятти, также сыграв шесть матчей за «Ладу» в ВХЛ. Следующий сезон начал в команде КХЛ «Трактор», за которую провёл 12 матчей. Также сыграл 19 матчей за «Челмет» в ВХЛ. После нового года провёл два матча за «Сокол» Красноярск в ВХЛ. 27 июня 2020 года сообщалось о переходе Гришакова в систему нижегородского «Торпедо», но 2 сентября он заключил контракт с екатеринбургским «Автомобилистом». Отыграв два сезона за клуб ВХЛ «Горняк» / «Горняк-УГМК» Учалы, переехал в Беларусь, где играл за «Юность-Минск» и «Брест». 16 августа 2023 вернулся в систему «Автомобилиста» и заключил односторонний двухлетний контракт ВХЛ. 19 января 2025 года дебютировал за «Автомобилист» в гостевом матче против «Сочи» (2:1).